# Basso Vouga
Il Basso Vouga / Regione de Aveiro è una subregione statistica del Portogallo, parte della regione Centro, che comprende parte del Distretto di Aveiro. Confina a nord con la Grande Porto e l'Entre Douro e Vouga, ad est con il Dão-Lafões, a sud con il Basso Mondego e ad ovest con l'Oceano Atlantico.

## Suddivisioni
Comprende 11 comuni:
- Águeda
- Albergaria-a-Velha
- Anadia
- Aveiro
- Estarreja
- Ílhavo
- Murtosa
- Oliveira do Bairro
- Ovar
- Sever do Vouga
- Vagos